# 杜淹
杜淹（？—628年），字執禮，京兆郡杜陵县（今陕西省西安市长安区）人，唐太宗时的宰相，杜如晦的叔父。

## 生平
祖父杜皎是北周为遂州刺史，父亲杜徽为河内郡太守。杜淹年幼时，聪辩多才艺，有美名，与同乡韦福嗣是情投意合的朋友，开皇年间，他们互相谋划说：“皇上喜欢任用合乎正道的退隐人士，苏威以隐士被征召，被提拔到位高权重的职务，何不各自效仿他。”于是韦福嗣与杜淹一起进入太白山，对外宣扬要隐遁，实际想要企求时人的称誉。隋文帝杨坚听说后讨厌他们，将两人流放到江南。大赦天下后，杜淹回京。雍州司马高孝基上表推荐，朝廷授他承奉郎。大业末年，官至御史中丞。
618年，隋朝灭亡，次年王世充在洛阳废皇泰主杨侗自立为郑国皇帝。以杜淹为吏部尚书，很是信任。杜如晦的大哥和弟弟杜楚客密谋在洛阳起事，事情泄露，哥哥被杀，杜楚客被关押。621年，李世民平定洛阳，差点杜淹作为郑国高官被杀，是杜楚客说服哥哥杜如晦营救。
杜淹起初想投靠唐朝的太子李建成。负责选官的封德彝告诉了房玄龄，房玄龄怕太子得到会阴谋的杜淹对李世民不利，便推荐杜淹为天策府兵曹参军、文学馆学士。
624年，庆州总管楊文幹私运东宫铠甲，事发，唐高祖大怒，囚禁了李建成。楊文幹害怕举兵谋反，被李世民平定。事后，齐王李元吉的劝说下，唐高祖释放了李建成，而归罪于杜淹和东宫的属官韋挺将他流放到巂州。李世民知淹无罪，赠以黄金三百两。
626年，玄武门之变后，李世民即位为唐太宗。召回了杜淹，拜御史大夫，封安吉郡公，赐实封四百户。因为杜淹通晓古代典章，特诏东宫仪式簿领，由他主管。627年，杜淹判吏部尚书，参议朝政，成为宰相之一。前后推荐四十余人，后来多为知名官员。
杜淹曾推荐刑部员外郎郅怀道，太宗问杜淹：“郅怀道才行怎么样？”杜淹回答：“怀道在隋朝作吏部主事，有清廉谨慎之名。隋炀帝三下江都时，行计已决，公卿都违心赞同巡游，郅怀道官位极卑，独称不可。臣亲眼所见。”太宗问：“卿当是对下江都怎么说的？”杜淹回答：“臣从行计。”太宗问：“事君之义，有犯无隐。卿称怀道为是，为什么自不正谏？”杜淹回答：“臣当时不居重任，又知就是进谏也必定不从，徒死无益。”太宗问：“孔子称从父之命，未为孝子。故父有争子，国有争臣。若以君主之无道，为什么还做他的官？既食其禄，为什么不匡正他的过失？”
太宗又召杜淹笑着问：“卿在隋朝，可以说官位小而不言；仕王世充，为何不极谏？”杜淹回答：“亦有谏，但王世充不从。”太宗说：“王世充若修德从善，当不灭亡；既然他无道拒谏，卿怎么能免祸？”杜淹哑口无言。太宗又问：“卿在今日，为宰相之一，会陈辞极谏吗？”杜淹回答：“臣在今日，必尽死无隐。当年，百里奚在虞国时，虞国亡；在秦国时，秦国霸，臣窃自比之。”太宗笑。当时，杜淹兼二职，而无清廉之誉，又素与长孙无忌关系不好，被当时舆论批评。有病的时候，太宗亲自到他家慰问，赐帛三百匹。贞观二年（628年）杜淹去世，赠尚书右仆射，谥号襄。子杜敬同袭爵，官至鸿胪少卿。杜敬同子杜从则，唐中宗时为蒲州刺史。

## 家庭

### 父母
- 杜徽，隋朝怀州长史、丰乡县侯
- 郭素絜，本州大中正郭褒之女，杜徽继室夫人，封丰乡县夫人

### 兄弟
- 杜吒，隋朝昌州长史
- 杜锐，隋朝亲卫校尉

### 子女
- 杜敬同
- 杜爱同
- 杜氏，嫁唐朝吉阳县县令郑世基[5]
- 杜氏，嫁唐朝司稼正卿韦思齐[6]

## 延伸阅读
[在维基数据编辑]
 在维基文库阅读此作者作品
 《新唐書·卷096》，出自《新唐書》